# Charles Nix
Charles George Ashburton Nix (Crawley, West Sussex, 25 d'agost de 1873 – Crawley, 3 de març de 1956) va ser un tirador anglès que va competir a començaments del segle xx.
El 1908 va prendre part en els Jocs Olímpics de Londres, on disputà tres proves del programa de tir. En la prova de tir al cérvol per equip guanyà la medalla de plata, mentre en tir al cérvol, tret simple i tir al cérvol, doble tret fou desè i onzè respectivament.